# バーガーメーカー
『バーガーメーカー』は、D.IKUSHIMA（生島 大）によって制作されフリーウェアとして公開された落ち物パズルゲーム。ベクターにおいて2003年10月18日に公開されたWindows用のダウンロードゲームであり、最新版は2016年8月12日公開のver.1.25となっている。機械を操作して注文通りのハンバーガーを作るという設定のアクションパズルであり、コンピュータエンターテインメント協会が主催する第8回CESA GAME AWARDSのGAME AWARDS INDIES部門において大賞を受賞している。

## システム
（出典：）
ハンバーガーを作る機械「バーガーメーカー」を操作して、来店した客の注文に応じたハンバーガーを作るアクションパズルゲームとなっている。この「バーガーメーカー」は、上から落ちてくる食材をターンテーブルに載った皿で受け止める構造になっており、計10枚の皿にはあらかじめ土台となるバンズが置かれている。ターンテーブルを動かして、サンプルメニューの通りに食材を組み合わせることによって、ハンバーガーが完成する。
一度に3人までの客が来店して待機するようになっており、それぞれの客にハンバーガーの注文リストが表示される。注文通りのハンバーガーを客に渡すと「評判メーター」が上昇し、これが満たされると店のランクが一つ上がる。しかし時間の経過や操作ミスによって客の「ストレスゲージ」が上限に達した場合、その客は店から出て行ってしまいメーターの値は低下する。この評判メーターがすべてなくなった時点でゲームオーバーになる。店のランクが上がるごとにハンバーガーの種類が増えるほか、評判メーターの最大値に応じて客の「来店率」も上昇する。またランクが四ツ星以上になると、タイトル画面からスタッフロールを見ることが可能となる。
皿に載った食材を廃棄せず、操作ミスのない状態で注文を連続して完了させると、「チェイン」として回数に応じて得点が加算される。またVer.1.03では、時間とともに減少しストレスゲージが溜まりやすくなる「雰囲気ゲージ」と、連続で短時間にハンバーガーを渡した場合に発生し、雰囲気ゲージを上昇させ得点も加算される「コンボ」システムが導入されている。ゲームオーバーになると、得点のほか売上金やミスの回数、コンボの合計やチェインの最大回数なども表示される。

## 制作背景
作者であるD.IKUSHIMAは、以前からファーストフード店の注文カウンターに着目しており、これを基にしたゲームができるのではないかと思っていたという。そして2003年8月に自身が講師を務める神戸電子専門学校の学生から新しいゲームのアイデアについて相談を受けた際、食材を組み立ててハンバーガーを作るゲームという構想をひらめいたと述べている。
バーガーメーカーというタイトルについては、ハンバーガーを作るゲームであるが「ハンバーガーメーカー」では語呂が悪いため短くしたと述べている。また食材が落下してターンテーブルに着地する際に「跳ねる」演出は、ハンバーガーの「ボリューム感」や食材の質感を強調するマクドナルドのコマーシャルが元になっているという。
開発の際に苦労した点として、ユーザーに配慮したハンバーガーの名称や表記、および食材の組み合わせを考えたことをあげている。また降ってくる食材は、ハンバーガーの材料として使用可能な組み合わせになるよう設定されており、そのアルゴリズムの実装に苦労したとも述べている。
しかし公開後には、ターンテーブルの9枚の皿にハンバーガーを完成させておくと、前述のアルゴリズムによって残りの1皿には必ず決まった食材が落下してくるため、無限に得点を稼ぐことが可能となってしまうことが判明した。このプレイ方法を阻止するために導入されたのが、前述の雰囲気ゲージとコンボシステムである。
なおD.IKUSHIMAは、フリーゲームとして作品を公開している理由について、「お金以外のいろんなものが手に入るから」であるとしている。「結果的にこのバーガーメーカーは賞を受賞し、筆者のWebサイトのアクセス数も上がり、こうして原稿を書くきっかけにも」なったとし、「いろいろな形で筆者自身に返ってきた」と述べている。そして「開発したことで筆者の技術やアルゴリズムもぐっと向上した」のであり、また「個人の手で作ったものが何万人もの見知らぬ人に遊んでもらえていることを思うと言葉では言い表せない気持ちに」なるとも述べている。

## 評価
本作は第8回CESA GAME AWARDSのINDIES部門において大賞を受賞している。「単純明快で誰でもわかる、かつ、熱中できるゲーム性」がある作品と評されており、「ゲームとしてのトータルな完成度」のほか「お客の罵声という屈辱感をプレイヤーのモチベーションへ転化するユニークな発想」についても評価されている。
ベクターの「新着ソフトレビュー」では、「ルールはシンプルだが、非常に手強いユニークなゲーム」と評価されている。そして「高得点を取るためにはかなりの慣れが必要」で「かなり運にも左右される」が、「やればやるほどにおもしろく、病みつきになるゲーム」であると評されている。
ふりーむ!のレビュー記事では、「軽快な操作感と、ルールの適切な煮詰めがあいまって、かなり完成度の高いパズルゲームに仕上がっている」と評されている。そして「初心者ではやや難易度が高いかもしれない」が、「ある程度の判断力と攻略力が求められる」ことにより面白いパズルゲームになっているとも評されている。
『遊べるゲーム フリー＆シェアソフト厳選160』（成美堂出版）では、「シンプルなのに熱中したゲームソフト」の2位として紹介されている。
『Free Games』（晋遊舎）では、「フリーゲームの中でも多くのプレイヤーに愛されてきたゲーム」を紹介するコーナーとされる「キング・オブ・フリーゲーム」の「その他編」において紹介されている。
『PC Japan』では、「アクション性の高いパズル」として紹介されており、「ゲームバランスはかなり秀逸」であると評されている。
『ああ無料 タダで楽しむ激裏ツール300』（アスペクト）では、「お客のストレスを計算しながらプレイする必要があり、そこらにある落ちものよりずっと緊張を強いられるゲーム」であると評されており、スタート画面のセンスもよくマニュアルはわかりやすいと評価されている。
『フリーゲームベストヒット』（司書房）では、「正確さとスピードが問われる、難易度の高いゲーム」として紹介されており、チェインとコンボのシステムがゲームの醍醐味であると評されている。
『無料最新Windowsゲーム200+』（笠倉出版社）では、「バイト経験者も唸るリアリティ」があると評価されている。ファーストフード店のシステムや達成感を「シッカリつかまえている」と評されており、「調理とカウンターのバランスをとるのは難しくも楽しい」とされている。